# Bendt Reiner
Bendt Carl Reiner (født 3. februar 1928 i København, død 14. december 2006 i Vanløse, København) var en dansk skuespiller, der blev uddannet på Privatteatrenes Elevskole i 1948 og som sidenhen blev kendt som den ene halvdel af Danny Drags. 
Reiner har bl.a. optrådt på Falkonerteatret og Amagerscenen, hvor han har haft roller i stykkerne Mød min hr. mor, Hello Dolly, Den spanske flue og Annie. Herudover har han optrådt i en række revyer.
På tv har han medvirket i serien Kald mig Liva og i Søs & Kirstens satireserie Kongeriget. Mange læsere af Se & Hør vil kende Bendt Reiner som bladets mangeårige humoristiske pen.

## Udvalgt filmografi
- Min søsters børn vælter byen – 1968
- Ta' lidt solskin – 1969
- Hurra for de blå husarer – 1970
- Rektor på sengekanten – 1972
- Hopla på sengekanten – 1976
- Fængslende feriedage – 1978
- Lille spejl – 1978
- Elvis Hansen - en samfundshjælper – 1988
- Jydekompagniet – 1988
- Hjælp - Min datter vil giftes – 1993

## Medvirkende i revyer
| Revy:                       | År                       |
| Amager Scenen               | 1977 1978 1979 1981 1982 |
| Cirkusrevyen                | 1984 1980                |
| Dragør Revyen               | 1970                     |
| Ganløse Revyen              | 2001 2002 2003 2004      |
| Gillelejerevyen             | 2006                     |
| Hotel Stege                 | 1988                     |
| Høver Kro, Galten           | 1987                     |
| Limfjordsrevyen             | 1986                     |
| Lindenborg Revyen           | 1998                     |
| Nykøbing F. Revyen          | 1974 1995                |
| Osted Revyen                | 1996                     |
| Randers Revyen              | 1989 1990                |
| Sans Souci Revyen - Kolding | 1982 1983                |
| Tivoli                      | 1975 1976 1977 1978 1985 |

## Hædersbevisninger
- 2000 – Årets Alstrup
- 2001 – Volmer-Sørensens Mindelegat